# North Carr (latarniowiec)
North Carr – ostatni istniejący szkocki latarniowiec, wybudowany w 1933 roku i pozostający w służbie do 1974. W 2010 roku uratowany od zezłomowania i przeznaczony do remontu jako obiekt muzealny.
„North Carr” został wybudowany w stoczni Pointhouse, należącej do A & J Inglis Ltd. Ma 31 m długości oraz 7,6 m szerokości, o tonażu 250 BRT. Przeznaczony był do stacjonowania przy skałach North Carr, w pobliżu Fife Ness. Statek nie posiadał własnego napędu i do miejsca, w którym miał się znajdować, musiał być holowany. Do służby wszedł 3 kwietnia 1933.
Podczas testów „North Carra” na wodach Firth of Forth skarżyli się na niego mieszkańcy Edynburga. Sygnał mgielny latarniowca miał zasięg obliczany na kilkanaście kilometrów; gdy statek zakotwiczony był około kilometr od miasta, był on dokuczliwie głośny, sprawiając, że edynburczycy nie mogli spać.
W czasie II wojny światowej „North Carr” pełnił służbę w pobliżu Mull of Kintyre, pomagając w nawigacji statkom wchodzącym do Clyde. Po 1945 powrócił w rejon skał North Carr. W 1952 roku przeszedł gruntowny remont. W 1954 zamontowano radiolatarnię, a w 1956 wybudowano na nim stróżówkę.
8 grudnia 1959 roku podczas silnego sztormu „North Carr” zerwał się z kotwicy. Na pomoc załodze ruszyła stacjonująca w Broughty Ferry łódź ratownicza „Mona”. Podczas próby dotarcia do latarniowca łódź wywróciła się do góry dnem, powodując utonięcie całej jej ośmioosobowej załogi. „North Carr” zdołał rzucić kotwicę, a jego sześcioosobową załogę następnego dnia podjęły helikoptery.
Po zakończeniu służby w 1975 roku, „North Carr” pozostawał w doku w Leith. Rok później sprzedano go N.E.Fife D.C. i przeniesiono do Anstruther. W 1977 roku statek otwarto dla publiczności jako obiekt muzealny, jednak z powodu problemów finansowych zamknięto go w 1989. W roku 1994 latarniowiec został przeniesiony do Dundee, gdzie służył jako obiekt szkoleniowy dla Maritime Volunteer Service. W 2009 roku MVS wystawił statek na sprzedaż i prawdopodobnie przeznaczony by był do złomowania. Został jednak wykupiony za symboliczną kwotę 1 funta. Obecnie oczekuje na renowację, którą początkowo wyceniano na pół miliona funtów, ale do 2016 kwota wzrosła do miliona funtów.